# Cukr

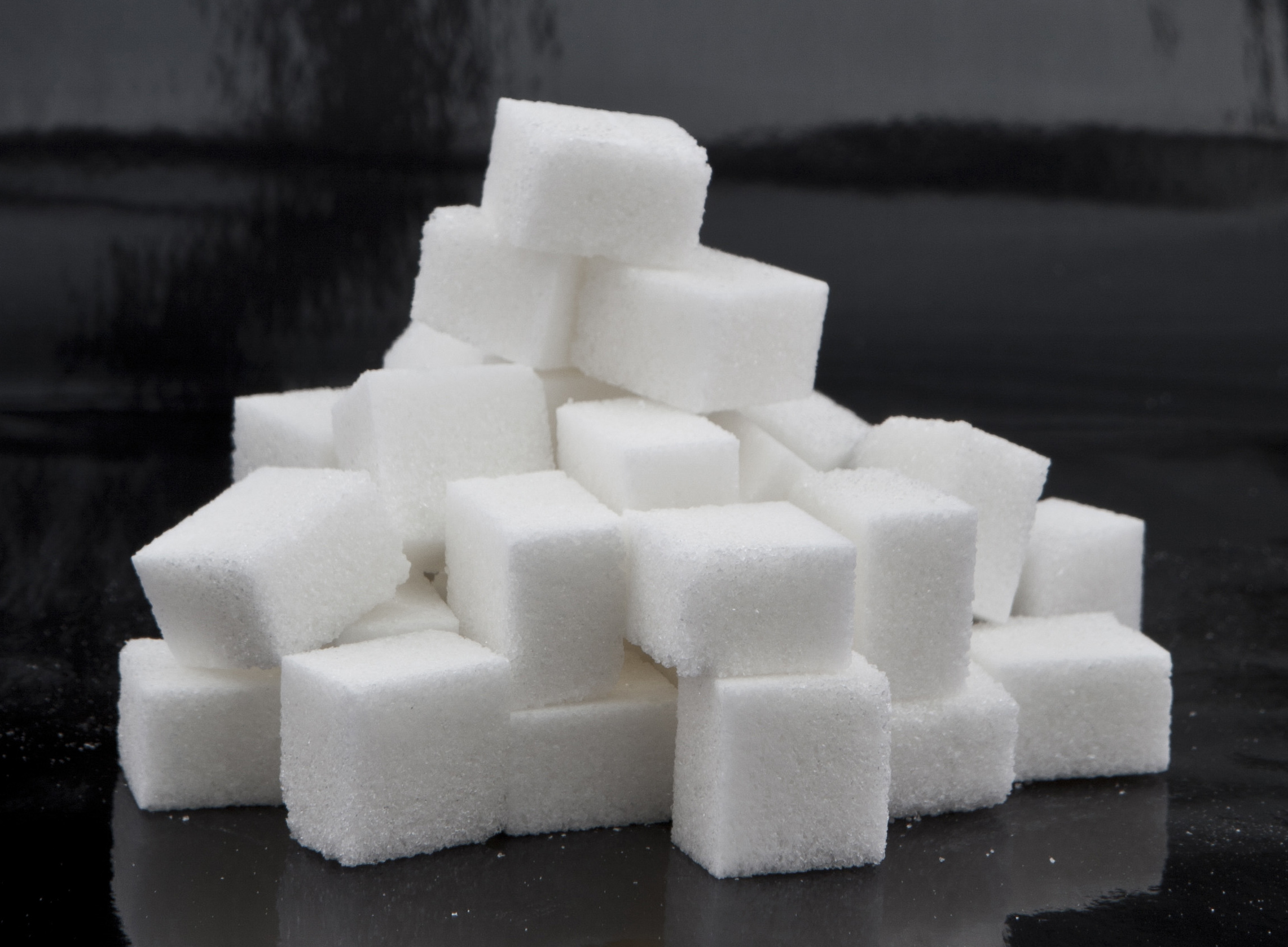
Kostky cukru

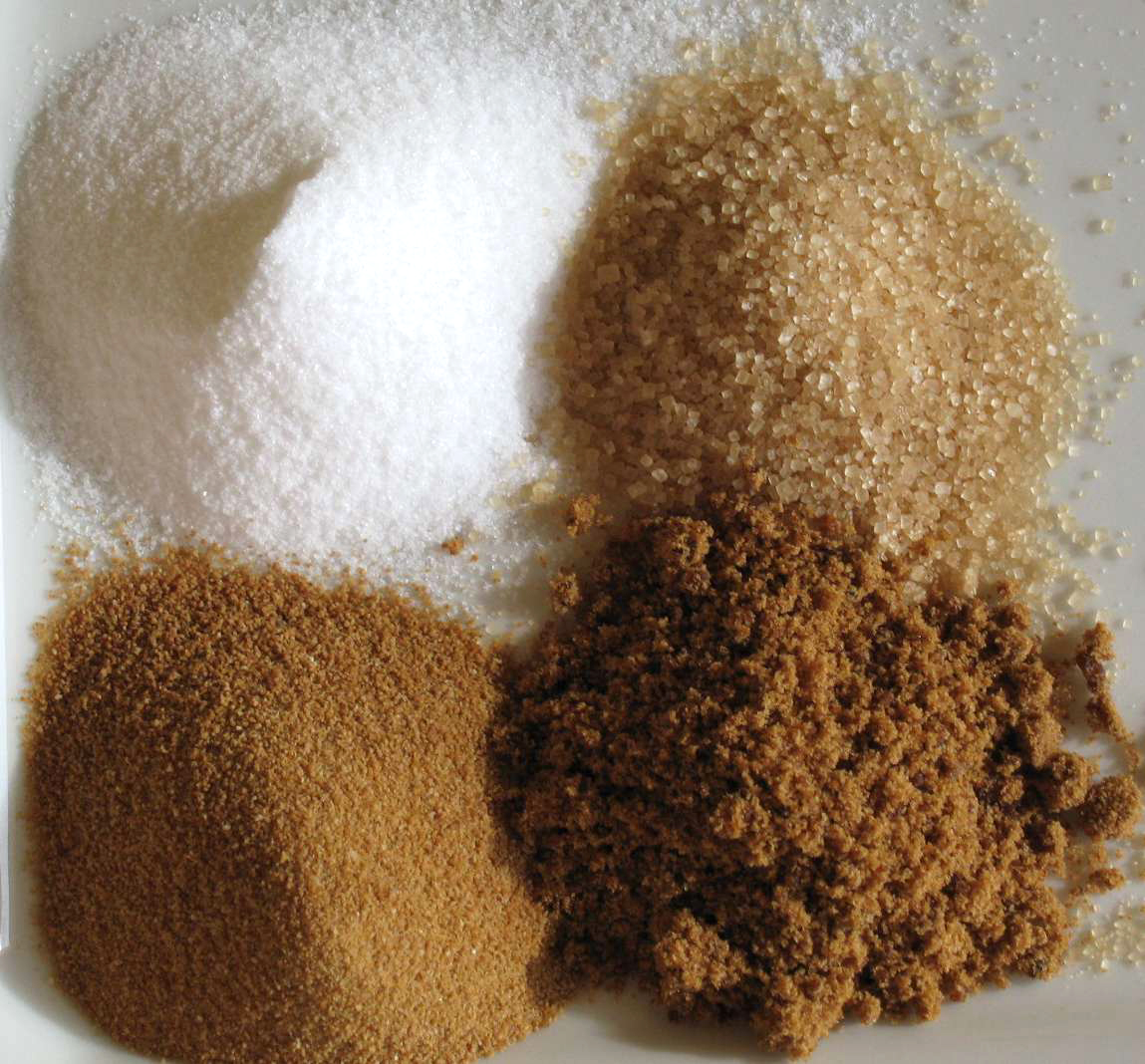
Bílý a tři druhy surového cukru

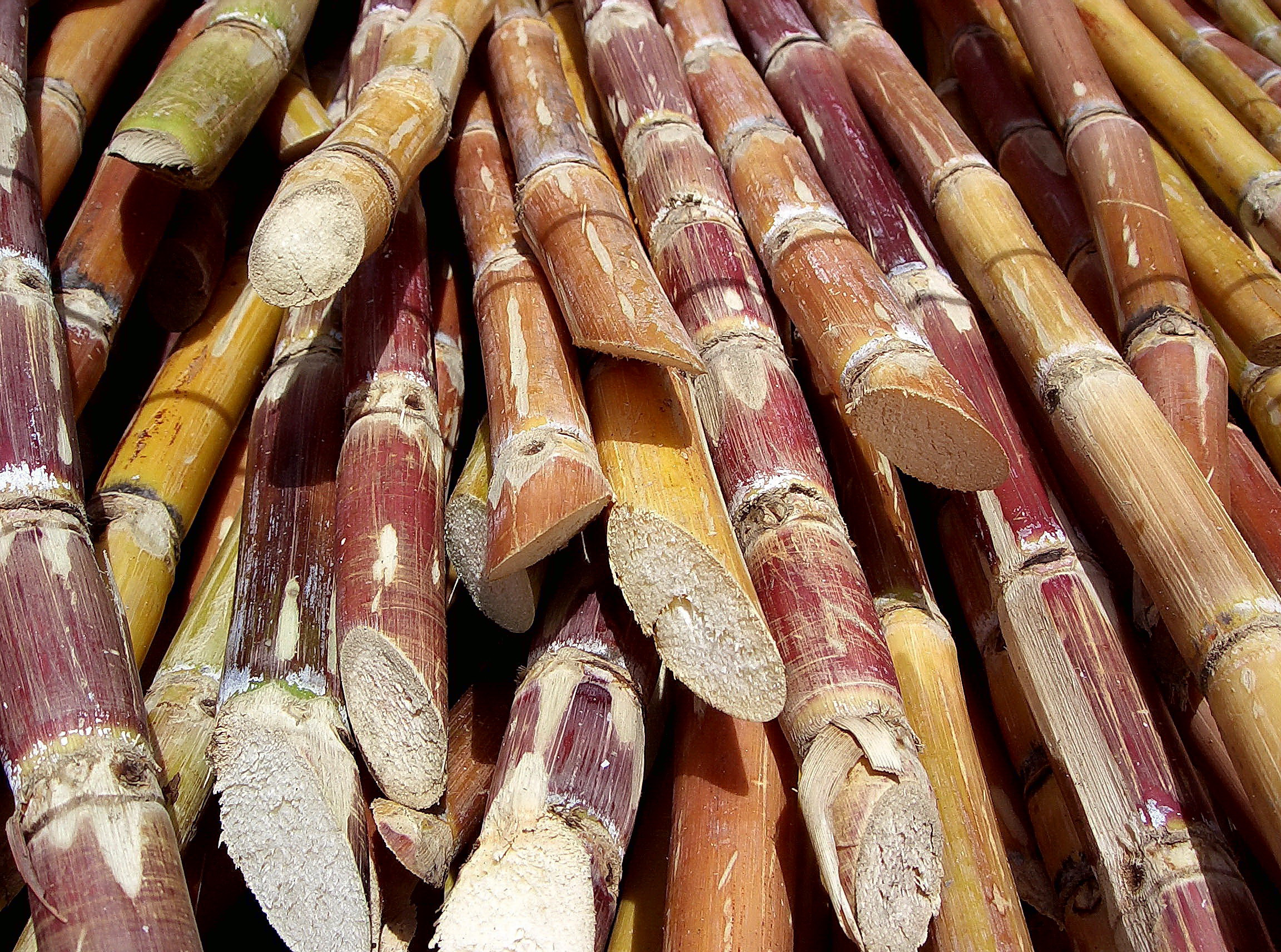
Nařezaná cukrová třtina

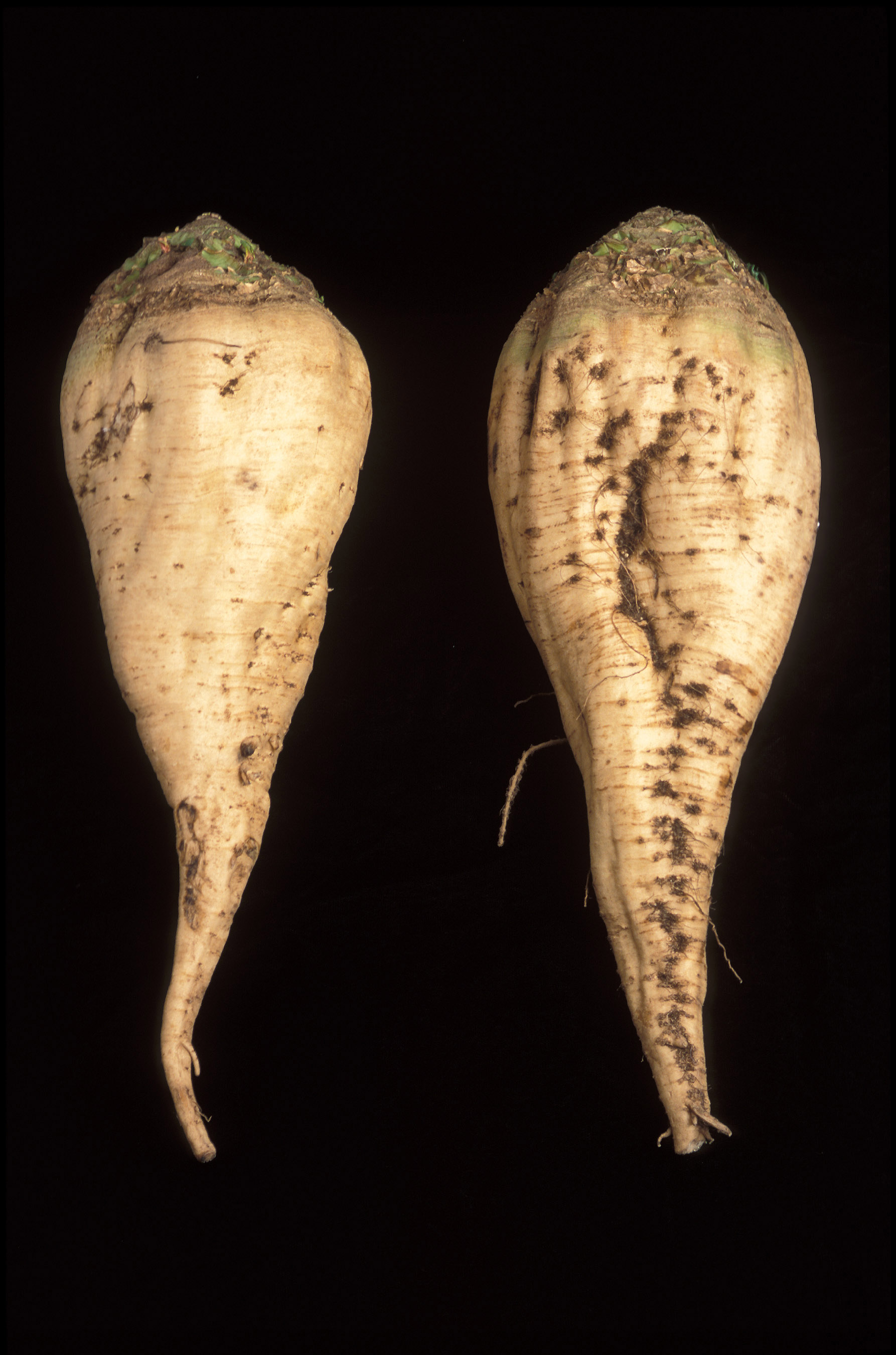
Bulvy cukrové řepy

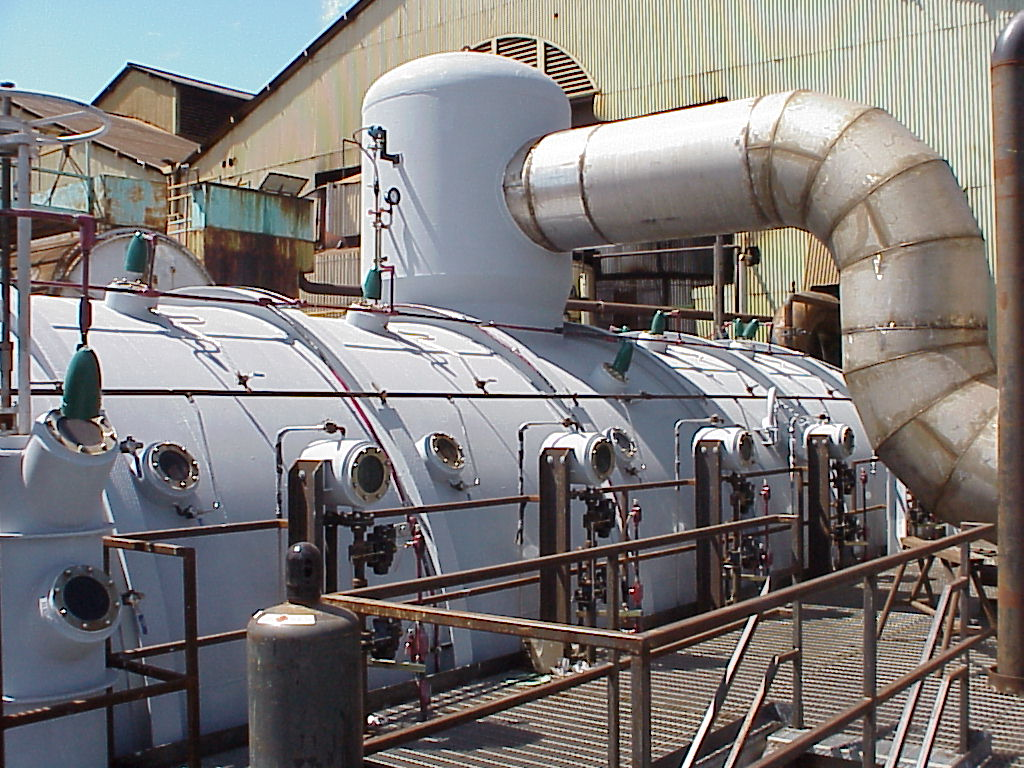
Moderní cukrovar na Havaji

Cukr (z něm. Zucker, z arab. سُكَّر, sukkar) je přírodní sladidlo, sladká poživatina, zpravidla označovaná obchodně jako potravinářský cukr. Chemicky je to většinou disacharid sacharóza složený z α-D-glukózy a β-D-fruktózy, spojených α-(1⟷2)-β-glykosidovou vazbou.
Cukr je významnou potravinářskou surovinou. V cukrovarech se vyrábí především třtinový z cukrové třtiny nebo řepný z cukrové řepy a dodává se na trh jako bílý anebo surový (nahnědlý), v sypké podobě (v krystalech, prášku) nebo jako zpevněné, slisované tvary – homole nebo kostky. Světová produkce cukru činí kolem 160 milionů tun ročně a cukr je tak hospodářsky velmi významná komodita.
Termín „cukry“ (v množném čísle) se v chemii používá jako označení pro všechny sacharidy (k nimž potravinářský cukr patří).

## Výroba

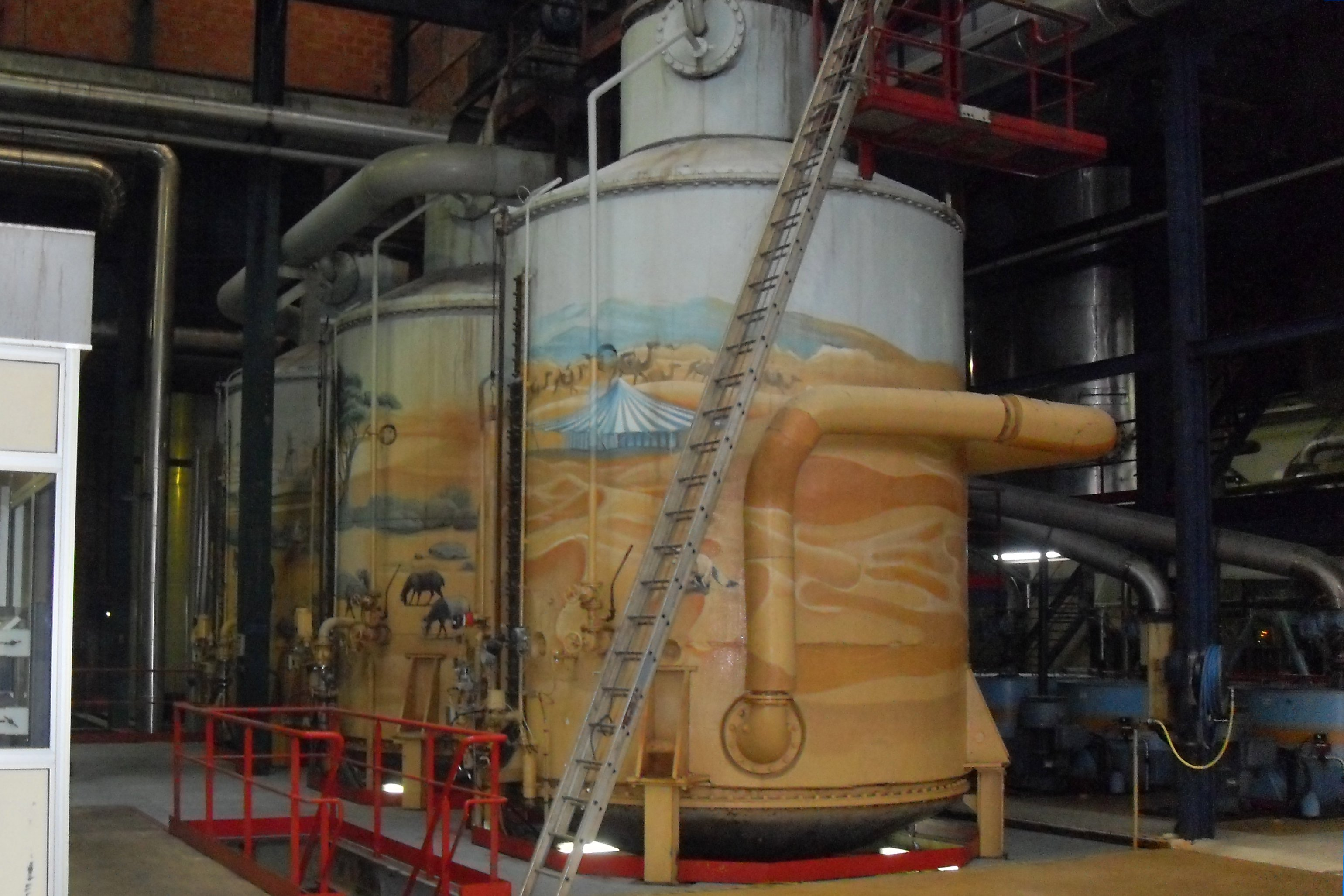
nádoba na výrobu cukru

Sacharóza je obsažena v mnoha rostlinách, které si ji produkují jako rezervu energie. Hospodářsky nejvýznamnější jsou cukrová řepa původem z Evropy a tropická třtina z Karibiku. Při výrobě je nutné získat z plodiny cukr (sacharózu), která je uzavřena uvnitř buněk, čehož je možné dosáhnout vyluhováním vodou, při které dochází k difuzi (přes membránu buňky) látky (sacharózy) z prostředí s vyšší koncentrací (uvnitř buňky) do prostředí s nižší koncentrací (voda vně buňky). Prostup přes nepoškozenou buněčnou stěnu není snadný, proto zůstane v plodině mnoho cukru a živin, které je možné dále využít (například na krmení zvířat). Aby bylo vyluhování efektivnější, je možné buňky, resp. jejich membránu rozřezat (tj. nařezat rostlinu na tenké plátky), rozemlít (technologicky náročné) nebo membránu poškodit zahřátím (rafinace). Do roztoku přecházejí z buněk i bílkoviny, pektiny a další látky, které se následně odstraňují čeřením.
Výroba cukru je poměrně složitá a náročná na zařízení. K rozvoji cukrovarnictví tak výrazně přispěl rozvoj v oblasti strojírenství a české země zaujímaly v 19. a 20. století v obou oblastech významné postavení.

### Řepný cukr
Při výrobě cukru z cukrové řepy se sklizené řepné bulvy v cukrovaru nejprve perou a zbavují nečistot. Očištěné bulvy se řežou na úzké proužky („řízky“) a prochází difuzérem, kde se vodou při různých teplotách (podrobnosti viz „Rafinace“ níže) vyluhuje cukr z řepných řízků. Vyluhované řízky se pak užívají pro krmení dobytka a jiné účely. Vyluhovaná cukerná šťáva se čistí, filtruje a čeří přidáváním vápenného mléka, které se vysráží působením oxidu uhličitého v saturátoru. Do zákalu vysrážené vápno na sebe naváže nečistoty a neutralizuje se výluhy rostlinných kyselin. Vysrážený zákal se zcedí a profiltruje v kalolisu. Tento postup se označuje jako čeření a dvakrát až třikrát se opakuje. Ve vakuovém varostroji se pak šťáva vaří a odpařuje za sníženého tlaku vzduchu, čímž se zahušťuje a tato „těžká“ šťáva se opět filtruje. V další fázi pak přidáním malého množství krystalického cukru nastane postupná řetězová krystalizace. Zkrystalizovaná cukrová hmota se propláchne a odstředí od zbývajících tekutých nečistot (melasa). Výsledná vlhká vykrystalizovaná cukrovina se nyní suší na krystalický cukr, který se přes síta prosévá a rozděluje na jednotlivé frakce zrnitosti (ve starších technologiích se plnila do forem). 
Naproti tomu „zadní cukr“ čili melasa, který obsahuje asi 40 % nevykrystalizovatelných cukrů a ošklivě páchne, se užívá k výrobě lihu či kvasnic, krmiv pro zvířata a jiné.

#### Rafinace cukru
Tzv. rafinace (denaturace) cukru znamená, že na plátky nařezaná rostlina (tzv. „řízky“) je ve spařovacím mísidle zahřáta na 70 až 75 °C a poté je provedeno vyluhování vodou. Vyšší teplota není žádoucí, aby nedocházelo ke štěpení sacharózy na glukózu a fruktózu, ale tak aby došlo k rozpadu bílkovin v buněčné stěně (což nastává již při 60 °C). Voda je vedena proti spařeným řízkům tak, aby nejsladší voda přicházela do styku s čerstvými řízky a čistá voda s nejvíce vyluhovanými, čímž je zajištěna efektivita (koncentrace sacharózy uvnitř řízků je vždy o něco vyšší, než v okolní vodě, ale výsledný roztok je přitom co nejméně zředěný). Tímto postupem se sníží množství sacharózy v řízkách z 16–18 % na 0,2 až 0,4 %. Pro zajištění nízkého podílu pektinů v roztoku je nutné zkrátit čas vyluhování a nepřekračovat při dalším zpracování teplotu nad 80 °C.

### Třtinový cukr
Výroba cukru z cukrové třtiny je obdobná, ale snazší, protože třtina obsahuje méně nečistot.

### Ostatní zdroje
Kromě toho se cukr v menším množství vyráběl také z datlí, z čiroku, z javoru a dalších rostlin.

## Výživa a zdraví
Cukr je velmi dobře stravitelná potravina s vysokým obsahem energie (16,8 kJ/g) a díky dokonalému rafinování a čištění téměř či zcela bez dalších živin, vitaminů a minerálů. Ty se naopak nacházejí v odpadu a melase.  Požívání bílého cukru tedy vyžaduje zvýšený příjem minerálů a vitamínů z jiných zdrojů. Jinak řečeno, trávení bílého cukru vyčerpává tělesné zásoby nezbytných minerálů a vitamínů, zejména vápníku, hořčíku a vit. B1.  
Při pokojové teplotě se v litru vody rozpustí přes 2 kg cukru. 

### Růst spotřeby cukru
Spotřeba cukru ve vyspělých zemích za posledních 150 let nesmírně vzrostla – například v Rakousku se spotřebou 40,4 kg na osobu za rok asi 20×. V tomto statistickém nárůstu spotřeby cukru však není v dřívější době zahrnuta spotřeba cukru v potravinách (ovoce, zelenina, obilí), a proto jej není možné brát jako absolutní měřítko nárůstu spotřeby cukrů jednotlivcem v jídle. Je však zřejmý nárůst spotřeby cukru díky snadné dostupnosti jeho čisté podoby (tj. po extrakci z plodin).
V USA činí roční spotřeba cukru a dalších sladidel asi 70 kg na osobu. Ještě před 100 lety přitom byla roční spotřeba cukru na hlavu nižší než 2,5 kg, což i dnes platí o méně rozvinutých zemích. Např. v Afghánistánu činila v roce 1999 roční spotřeba cukru na osobu pouze 1 kg. Ovšem přibližně od roku 2000 spotřeba cukru v USA klesá, přestože obezita nadále narůstá. Může to být opožděný efekt příjmu cukru v dětství.

### Vliv cukru na zdraví
Vědecké závěry ohledně vlivu cukru na zdraví neumožňují vyvodit jednoznačné závěry. Metaanalýza z roku 2015 ukázala, že běžná konzumace cukru nemá zjistitelný vliv na zdraví. Nadměrná spotřeba cukru, sladkých nápojů a cukrovinek způsobuje řadu zdravotních potíží:
- přispívá k růstu obezity, zejména u dětí.
- všechny cukry difundují do zubní skloviny, kde se odbourávají na kyseliny, jež mohou snižovat obsah vápníku. Podporují tak bakterie, které způsobují zubní kaz.
- cukr zrychluje stárnutí, neboť v přítomnosti proteinů v těle způsobuje vznik tzv. konečných produktů pokročilé glykace (AGEs) a tyto látky způsobují vrásky na kůži a tuhnutí buněk.[8] V důsledku jejich působení se dále zvyšuje poškození tkání způsobené volnými radikály.[4]

Cukrovka (diabetes mellitus) se projevuje zvýšenou hladinou glukózy v krvi. Její převažující forma cukrovka 2. typu je způsobena především obezitou, většinou způsobenou vysokým příjmem cukru. Cukrovka ale souvisí se slazenými nápoji, ale ne se sladkým jídlem. Nemocní cukrovkou čili diabetici musí užívání cukru silně omezovat a často jej nahrazují náhradními sladidly. Syntetická i přírodní náhradní sladidla mají nižší kalorickou hodnotu než cukr a nepřispívají ke vzniku zubního kazu. Proto se často užívají i v rámci zdravé výživy a různých diet. Doporučení k omezení cukru však nejsou dobře vědecky podložena a vedou ke konzumaci náhrad, které i více škodí zdraví. Zvýšený cukr v krvi zvyšuje riziko rakoviny tlustého střeva, prsu a močového měchýře, naopak snižuje riziko některých druhů nádorů v mozku.

## Historie

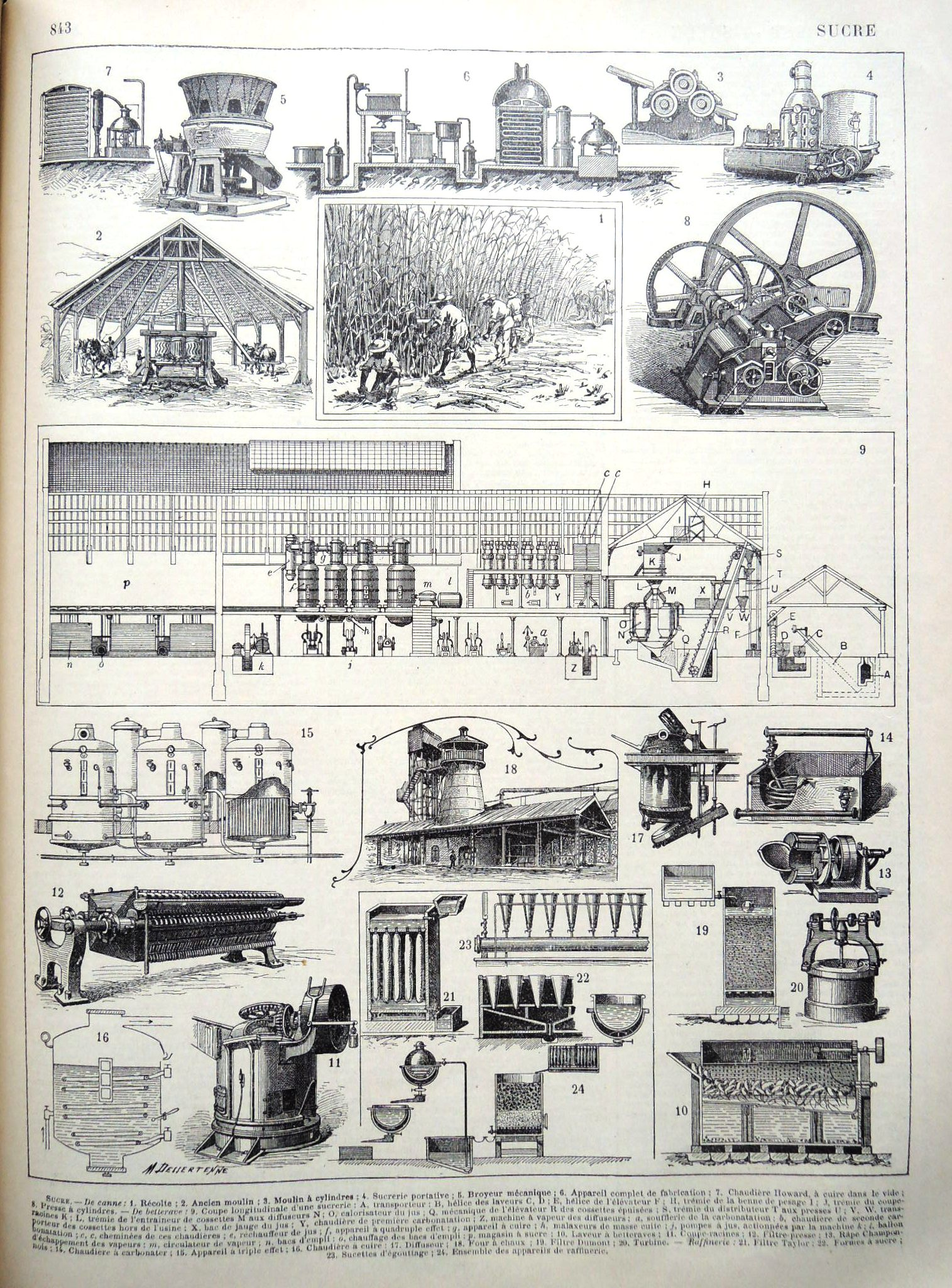
Výroba cukru kolem 1900

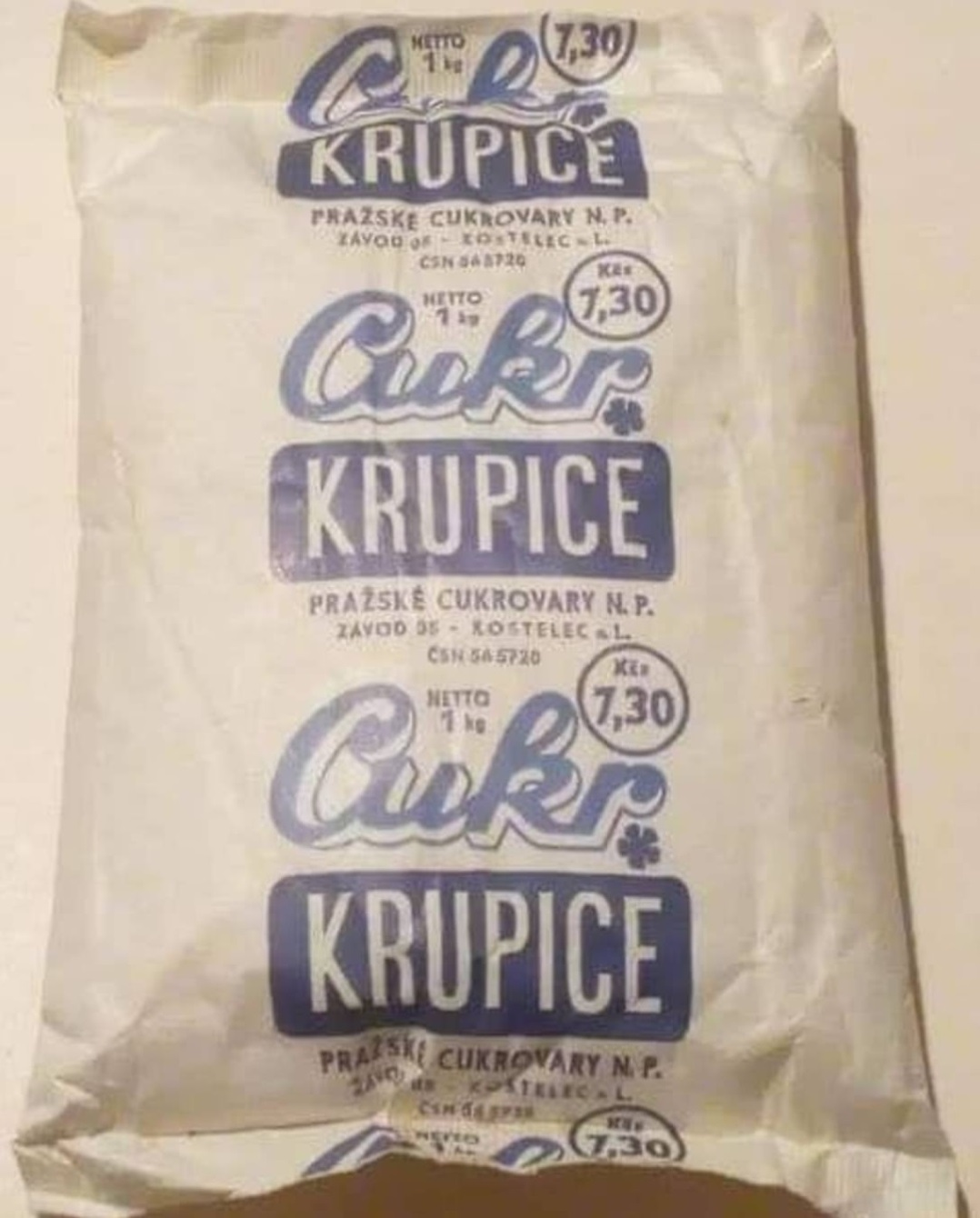
Balení cukru krupice vyrobené v Československu roce 1980

Slovo pro cukr je v evropských jazycích odvozeno z arabského sukkar a to ze sanskrtského śarkarā (= sladký). Kolem roku 6000 př. n. l. se pěstování cukrové třtiny rozšířilo z Melanésie do Indie a Persie. Z Indie pocházejí i první zmínky o vaření sladké šťávy z cukrové třtiny v 5. století, odkud se v 7. století tato technika přenesla do Číny. Zahuštěná šťáva se nalévala do kuželovitých dřevěných nebo hliněných nádob, kde krystalizovala; tak vznikly homole cukru. Do Říma se saccharum dováželo už v pozdní antice jako lahůdka a luxusní zboží. Po pádu Říma tento obchod zanikl a cukr přivezli až účastníci křížových výprav kolem roku 1100 a Benátčané začali třtinu pěstovat v Libanonu. Od 16. století se cukrová třtina pěstovala v koloniích, zejména na Kubě a v celé Karibské oblasti, cukr však zůstával luxusním zbožím a prostí lidé dál sladili medem. Roku 1800 se na světě vyrábělo asi 180 000 tun surového cukru.

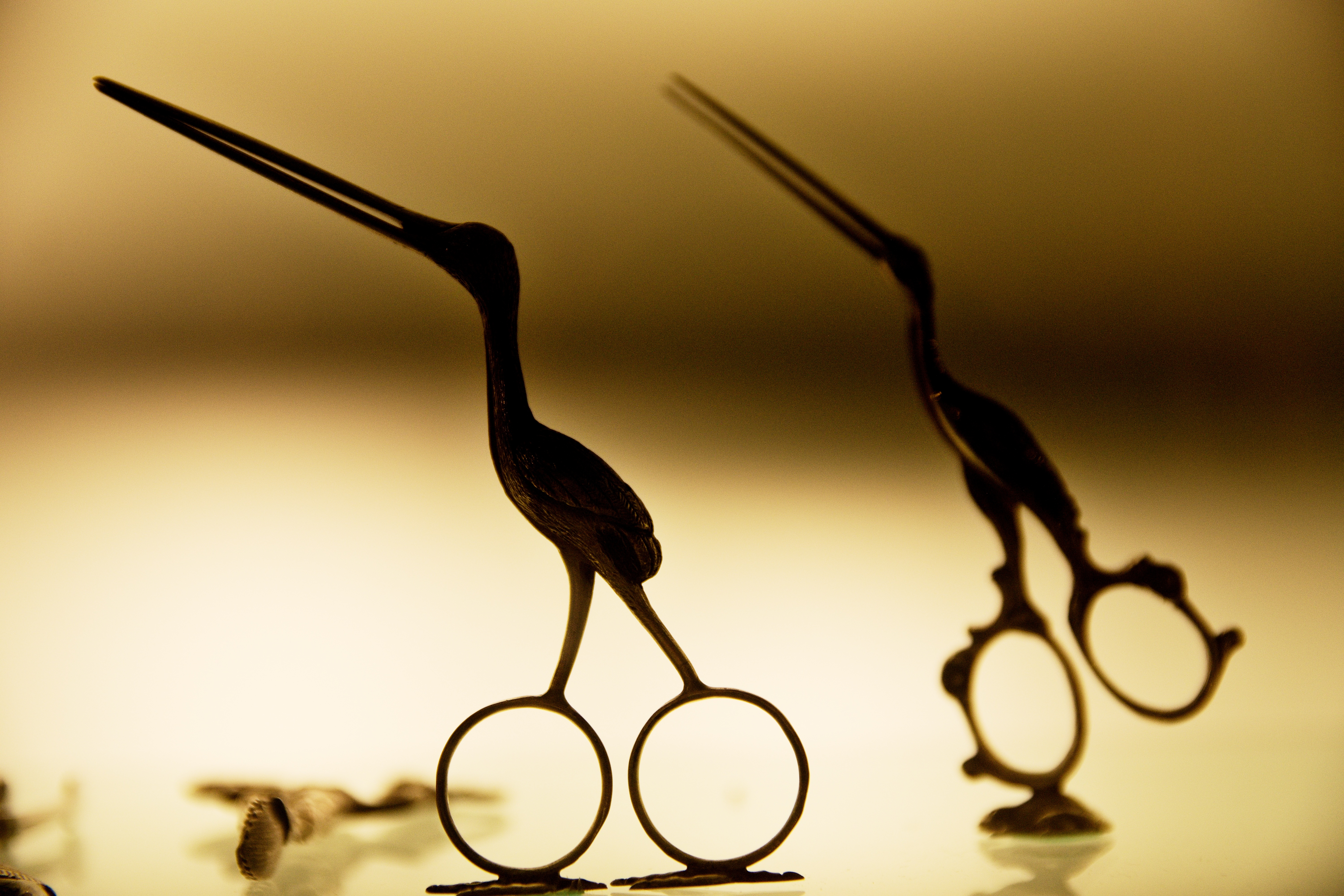
Kleštičky na cukr

Roku 1590 vyluhoval francouzský botanik Olivier de Serres cukr z cukrové řepy a roku 1747 vynalezl lepší postup berlínský chemik A. S. Marggraf. Pěstování cukrové řepy se v Evropě rozšířilo až za napoleonských válek, kdy Británie blokovala kontinentální přístavy a dovoz třtinového cukru. Výrobu řepného cukru zavedl roku 1802 Franz Karl Achard v obci Cunern v Pruském Dolním Slezsku (dnes Kunary, obec Wińsk), kde vznikl první cukrovar na světě na cukrovou řepu.
První výrobu cukru v Českých zemích zahájil po roce 1787 Belgičan Sauvagne v bývalém konventu kláštera na Zbraslavi, kde cukrovar po roce 1825 obnovil Antonín Richter, a v roce 1800 vznikl cukrovar v Hořovicích. První cukrovary na cukrovou řepu či bramborový škrob vznikaly v Čechách od roku 1810 (Žaky u Čáslavi, Liběchov, Semily). Po Napoleonově pádu většinou zase zanikly, roku 1829 vznikl cukrovar v Kostelním Vydří (1831 přenesen do Dačic), 1830 v Dobrovici, dále například v Sadské a roku 1846 v Pečkách. Nárůst byl ovlivněn státní podporou: roku 1830 Rakousko osvobodilo domácí výrobu řepného cukru od daní a začaly hojně vznikat panské cukrovary.
V Uhersku se podařilo roku 1801 jako prvnímu získat cukr z cukrové řepy prešovskému lékárníkovi Jánu Samuelovi Gertingerovi, vlastní cukrovar začal stavět roku 1811, avšak o dva roky později zemřel.
Od poloviny 19. století se cukr stal v Evropě běžným zbožím a jeho spotřeba stále rostla. Koncem 19. století převážila světová produkce řepného cukru nad třtinovým a v Rakousko-Uhersku se 88 % cukru vyrábělo v českých zemích. Cukr byl významnou položkou rakousko-uherského exportu, vyvážely se asi dvě třetiny produkce a vývoz byl státem podporován. Tento vývoj přerušila první světová válka, kdy třtinový cukr opět převládl.
Cukr se až do konce 19. století dodával nejčastěji v odlévaných homolích, které se v domácnosti sekaly na drobnější kousky. Roku 1841 vyrobil cukrovarník Jakub Kryštof Rad v Dačicích první kostkový cukr, který homole postupně nahradil. Kromě toho se cukr běžně dodává jako hrubší a jemnější krystal, drcená krupice a jemně mletá moučka.
| Pořadí | země      | produkce (v milionech t) | Pořadí | země         | produkce (v milionech t) |
| ------ | --------- | ------------------------ | ------ | ------------ | ------------------------ |
| 1      | Brazílie  | 24,8                     | 9      | Německo      | 4,2                      |
| 2      | Indie     | 22,1                     | 10     | Pákistán     | 4                        |
| 3      | Čína      | 11,1                     | 11     | Kuba         | 3,8                      |
| 4      | USA       | 8                        | 12     | Jižní Afrika | 2,6                      |
| 5      | Thajsko   | 7,3                      | 13     | Kolumbie     | 2,6                      |
| 6      | Austrálie | 5,4                      | 14     | Filipíny     | 2,1                      |
| 7      | Mexiko    | 4,9                      | 15     | Indonésie    | 2,1                      |
| 8      | Francie   | 4,4                      | 16     | Polsko       | 2                        |

V ČR se v letech 1990–2010 vyrábělo ročně 400 až 500 tisíc tun bílého cukru.